# Jasmijnrevolutie
De Jasmijnrevolutie (Arabisch: الثورة التونسية) is de benaming voor de protesten van de Tunesische bevolking tegen de hoge (jeugd)werkloosheid, de corruptie, de censuur, de hoge voedselprijzen en de politiek van president Zine El Abidine Ben Ali, volgend op de zelfverbranding van Mohammed Bouazizi op 17 december 2010. De revolutie is vernoemd naar de jasmijn, die beschouwd wordt als de nationale bloem van Tunesië.

## Aanleiding
Omdat Mohammed Bouazizi geen werk vond, ging hij groenten en fruit verkopen. Omdat hij hier geen vergunning voor had, werd zijn koopwaar in beslag genomen. Hierbij zou een politie-officier hem ook een klap in zijn gezicht hebben gegeven. Bouazizi diende vervolgens een klacht in, maar vond geen gehoor. Ten einde raad zag de jongeman geen andere oplossing dan zich op 17 december 2010 met benzine te overgieten en zichzelf in brand te steken. Hij werd naar het ziekenhuis overgebracht om behandeld te worden op de afdeling intensieve zorg, maar overleefde het niet. Bouazizi wordt nu gezien als de nieuwe nationale held van Tunesië.
De demonstraties begonnen in Sidi Bouzid, Bouazizi's woonplaats. Hoewel de protesten in de door de staat gecontroleerde media weinig aandacht kregen, verspreidden ze zich over het land. Hierna braken eind december 2010 ook in buurland Algerije onlusten uit onder de bevolking vanwege stijgende voedselprijzen en grote werkloosheid, gevolgd door de protesten in Egypte.

## Politieke gevolgen
Op 14 januari 2011 ontbond Ben Ali de regering en kondigde hij de noodtoestand af. Daarop nam het protest nog toe, en Ben Ali verliet 14 januari Tunesië en vluchtte naar Saoedi-Arabië. Eerste minister Mohamed Ghannouchi legde de eed af als zijn opvolger, zich beroepend op artikel 56 van de Tunesische grondwet, dat stelt dat de president indien afwezig vervangen wordt door de eerste minister. Echter, artikel 57 zegt dat de voorzitter van het parlement de nieuwe president wordt indien de president het land ontvlucht. Daarom werd Fouad Mebazaa de nieuwe waarnemend president van Tunesië. 
De grondwet schrijft tevens voor dat er in zo'n geval binnen zestig dagen nieuwe presidentsverkiezingen moeten worden gehouden. 20 januari 2011 werd bekend dat er twee kandidaten voor het presidentschap waren: de destijds 65-jarige Moncef Marzouki alsmede Taoufik Ben Brik, een in 1960 in Jérissa (ook El-Jarissa) geboren Tunesische journalist. Brik was onder Ben Ali op 26 november 2009 tot zes maanden gevangenis veroordeeld omdat hij een vrouw geslagen zou hebben. Zijn familie en Verslaggevers Zonder Grenzen spraken echter van een geënsceneerde rechtszaak. 
Omdat Ghannouchi werd gezien als medeverantwoordelijk voor Ben Ali's regime eisten Tunesische burgers tevens zijn aftreden, waaraan hij ten slotte op 27 februari 2011 toegaf; Beji Caid Essebsi werd de nieuwe premier. In 2011 werd op 3 maart bekendgemaakt dat verkiezingen voor een grondwetgevende vergadering op 24 juli zouden worden gehouden, die echter op 8 juni naar 23 oktober werden verschoven. Op die datum werd Moncef Marzouki door het parlement verkozen tot interim-president. 
Deze verkiezingen, waaraan 112 politieke partijen meededen, waren de eerste vrije verkiezingen die Tunesië ooit gekend heeft en sinds de val van het dictatoriale regime een eerste stap naar een democratie. Op 5 oktober 2013 werd tussen de fracties in de Grondwetgevende Vergadering een "routekaart naar democratie" overeengekomen. Op 8 februari 2014 werd de nieuwe grondwet ondertekend en wordt Tunesië een parlementaire democratie met een semi-presidentieel systeem, met gedeelde macht tussen president, premier en parlement.
Op 31 december 2014 trad Beji Caid Essebsi aan als president. Na diens dood op 25 juli 2019 werd Mohamed Ennaceur in overeenstemming met de bepalingen van de grondwet voor een periode van maximaal 90 dagen waarnemend president, waarna hij werd opgevolgd door Abdelfattah Mourou als tijdelijk voorzitter van het parlement. Ennaceur werd op 23 oktober 2019 opgevolgd door Kais Saied, de winnaar van de presidentsverkiezingen. Kais Saied werd op 13 oktober 2019 gekozen tot de zesde en huidige president van Tunesië; hij werd op 23 oktober van dat jaar beëdigd.